# Giro do Interior de São Paulo de 2013
O Giro do Interior de São Paulo de 2013 foi a 6ª edição do Giro do Interior de São Paulo, competição ciclística profissional por etapas realizada no estado de São Paulo, em torno da cidade de Barra Bonita, disputado de 15 a 17 de março de 2013. A competição teve 3 etapas, percorrendo uma distância total de 211 quilômetros. A competição inicialmente estava inscrita como um evento 2.2 no circuito UCI America Tour, mas veio a ser removida do calendário da UCI, tomando parte no Calendário Brasileiro de Ciclismo como uma prova classe 2 (provas por etapas nacionais).
Antônio Nascimento (Funvic Brasilinvest - São José dos Campos) venceu a classificação geral, 1 segundo à frente de João Marcelo Gaspar (Ironage - Colner - Sorocaba) e Alan Maniezzo (São Lucas Saúde - Giant - Americana). O evento foi aberto por um prólogo, vencido por João Marcelo Gaspar que assim tornou-se o primeiro líder da prova. Devido a um acidente de caminhões, o percurso de estrada de 160 kms da segunda etapa teve que ser transferido para um circuito em Barra Bonita, no qual Antônio Nascimento levou a vitória à frente de Alan Maniezzo, o que colocou Maniezzo na liderança da classificação geral por 1 segundo graças ao tempo bônus que ele havia conquistado nas metas volantes da etapa. Na última etapa, Nascimento conseguiu 2 segundos bônus nas metas volantes e, como Maniezzo não conseguiu nenhum tempo bônus, garantiu a vitória da classificação geral, enquanto João Marcelo Gaspar conquistou sua segunda vitória de etapa.
A classificação de pontos foi vencida por Alan Maniezzo, enquanto Maurício Knapp foi o campeão de montanha, competição que só ocorreu na terceira etapa, pois foi a única contendo metas de montanha. A Funvic Brasilinvest - São José dos Campos foi a campeã por equipes, tendo liderado a competição em todas as etapas.

## Classificação e Bonificações
A Classificação Geral Individual é a principal da competição. É atribuída calculando-se o tempo total gasto por cada corredor, isto é, adicionando-se os tempos de cada etapa. O corredor com o menor tempo é considerado o líder no momento, e, ao final do evento, é declarado o vencedor geral do Giro. Durante a corrida, o líder da classificação geral usa uma camisa rosa, em homenagem ao Giro d'Italia (que também tem seu líder geral distinguido por uma camisa rosa). Nesta edição da competição, bônus de 10, 6 e 4 segundos são dados aos 3 primeiros colocados de cada etapa. Bônus de 3, 2 e 1 segundos são dados aos 3 primeiros ciclistas em cada meta volante.
 A camisa azul é atribuída ao líder da Classificação por Pontos, ou metas, que podem ser conquistados no fim das etapas ou durante estas através das metas volantes. Os 5 primeiros colocados em cada etapa recebem 10, 7, 5, 3 e 2 pontos, respectivamente. Os 3 primeiros ciclistas em cada meta volante recebem 5, 3 e 2 pontos.
 Ao líder da Classificação de Montanha, é atribuída a camiseta verde. No topo das subidas categorizadas da prova, atribuem-se pontos aos primeiros a chegar no topo; quem tiver mais pontos é o líder de montanha. Os primeiros 3 ciclistas a atingir o ápice de cada subida recebem 6, 4 e 2 pontos para a classificação de montanha.
Por fim, a Classificação de Equipes soma os tempos dos 3 primeiros ciclistas de cada equipe em cada etapa.

## Etapas
| Etapa | Data     | Trajeto                                        | Distância | Vencedor            |
| ----- | -------- | ---------------------------------------------- | --------- | ------------------- |
| P     | 15 Março | Prólogo - Barra Bonita (CRI )                  | 1,1 km    | João Marcelo Gaspar |
| 1     | 16 Março | Barra Bonita (circuito)                        | 90 km     | Antônio Nascimento  |
| 2     | 17 Março | Barra Bonita - Macatuba - Horto - Barra Bonita | 120 km    | João Marcelo Gaspar |

## Equipes
A competição reuniu 15 equipes, totalizando 89 atletas na categoria elite.
| São Lucas Saúde - Giant - Americana Funvic - Brasilinvest - Caloi - São José dos Campos Ironage - Colner - Sorocaba GRCE Memorial - Prefeitura de Santos Clube DataRo de Ciclismo - Cascavel Suzano - DSW Automotive São Francisco Saúde - Powerade - Botafogo - Ribeirão Preto São Caetano do Sul - Penks - VZAN - DKS Bike | Associação Ciclistica Alfa - Goiás Velo - Giant - Seme Rio Claro Clube Maringaense de Ciclismo Equipe ATC Team Centro de Excelência - Iracemapólis Associação Facex - Clube de Ciclismo Route Bike Associação Radical Sports Club - Boituva |

## Resultados

### Prólogo:Barra Bonita
O Giro do Interior de 2013 foi aberto por um prólogo noturno de 1.100 metros no centro de Barra Bonita, realizado sexta-feira, 15 de março de 2013. A vitória ficou com João Marcelo Gaspar, que completou o percurso em 1m 34s 135. Seiscentos milésimos mais lento, a segunda colocação ficou com Alex Diniz, campeão da prova em 2012 (vencendo também o prólogo).
|   | País   | Ciclista            | Equipe                                    | Tempo      |
| - | ------ | ------------------- | ----------------------------------------- | ---------- |
| 1 | Brasil | João Marcelo Gaspar | Ironage - Colner - Sorocaba               | 1' 34" 135 |
| 2 | Brasil | Alex Diniz          | Funvic Brasilinvest - São José dos Campos | + 0" 595   |
| 3 | Brasil | Gustavo da Costa    | São Caetano do Sul - Penks                | + 1" 315   |
| 4 | Brasil | Cristian Egídio     | Clube DataRo de Ciclismo                  | + 1" 486   |
| 5 | Brasil | Daniel Rogelin      | São Francisco Saúde - Ribeirão Preto      | + 1" 944   |

|   | País   | Ciclista            | Equipe                                    | Tempo  |
| - | ------ | ------------------- | ----------------------------------------- | ------ |
| 1 | Brasil | João Marcelo Gaspar | Ironage - Colner - Sorocaba               | 1' 34" |
| 2 | Brasil | Alex Diniz          | Funvic Brasilinvest - São José dos Campos | + 0"   |
| 3 | Brasil | Gustavo da Costa    | São Caetano do Sul - Penks                | + 1"   |
| 4 | Brasil | Cristian Egídio     | Clube DataRo de Ciclismo                  | + 1"   |
| 5 | Brasil | Daniel Rogelin      | São Francisco Saúde - Ribeirão Preto      | + 2"   |

### Etapa 1:Barra Bonita(circuito)
O segundo dia de competição do evento inicialmente estava planejado para ser uma etapa de estrada de 160 quilômetros, com largada em Barra Bonita, passando por Agudos e Horto e chegada em Barra Bonita, na subida do Alto do Cristo. Entretanto, um acidente envolvendo três caminhões em uma rodovia próxima à cidade forçou uma troca de planos, e a etapa foi transferida para um circuito de 3 quilômetros, em torno do qual os atletas da elite percorreram 30 voltas, totalizando 90 quilômetros.
Ocorreram várias tentativas de fuga no seletivo circuito, mas o pelotão conseguiu manter o controle pela maior parte da prova. A etapa teve duas metas volantes, ambas vencidas por Alan Maniezzo. Nos últimos metros, Antônio Nascimento arrancou do pelotão e bateu Maniezzo no sprint pela vitória. Em terceiro lugar chegou Murilo Affonso, a 3 segundos de Nascimento. O pelotão principal, formado por 34 ciclistas, chegou 6 segundos atrás dos líderes, liderado no sprint por Raphael Mendes.
Apesar de não ter vencido a etapa, Alan Maniezzo assumiu a liderança geral da prova à frente de Antônio Nascimento. Nascimento havia sido 1 segundo mais rápido que Maniezzo no prólogo, e a vitória da etapa lhe deu 10 segundos de bonificação contra 6 para Maniezzo, mas as duas metas volantes deram outros 6 segundos de bônus para o ciclista da São Lucas Saúde - Americana, que com isso ficou 1 segundo à frente de Nascimento na classificação geral. Maniezzo também assumiu a liderança na classificação por pontos, com 17 contra 10 de Nascimento. O vencedor do prólogo e líder da prova até então, João Marcelo Gaspar, chegou junto do pelotão principal, em 31º, caindo para a 4ª colocação na classificação geral.
|   | País   | Ciclista               | Equipe                                    | Tempo      |
| - | ------ | ---------------------- | ----------------------------------------- | ---------- |
| 1 | Brasil | Antônio Nascimento     | Funvic Brasilinvest - São José dos Campos | 2h 00' 52" |
| 2 | Brasil | Alan Maniezzo          | São Lucas Saúde - Giant - Americana       | m.t.       |
| 3 | Brasil | Murilo Affonso         | Clube DataRo de Ciclismo                  | + 3"       |
| 4 | Brasil | Raphael Mendes         | Alfa Goiás - JC Bikes                     | + 6"       |
| 5 | Brasil | Geraldo da Silva Souza | São Lucas Saúde - Giant - Americana       | m.t.       |

|   | País   | Ciclista            | Equipe                                    | Tempo      |
| - | ------ | ------------------- | ----------------------------------------- | ---------- |
| 1 | Brasil | Alan Maniezzo       | São Lucas Saúde - Giant - Americana       | 2h 02' 19" |
| 2 | Brasil | Antônio Nascimento  | Funvic Brasilinvest - São José dos Campos | + 1"       |
| 3 | Brasil | Murilo Affonso      | Clube DataRo de Ciclismo                  | + 9"       |
| 4 | Brasil | João Marcelo Gaspar | Ironage - Colner - Sorocaba               | + 13"      |
| 5 | Brasil | Alex Diniz          | Funvic Brasilinvest - São José dos Campos | + 13"      |

### Etapa 2:Barra Bonita-Macatuba-Horto-Barra Bonita
A última etapa da prova em 2013 foi realizada no dia 17 de março. A prova de estrada de 120 quilômetros partia de Barra Bonita, indo até Macatuba e Horto, e voltava para a chegada em Barra Bonita. Devido à mudança de percurso da etapa do dia anterior, foi a única a apresentar metas de montanha, com 3 dessas, além de 2 metas volantes.
Com os primeiros colocados da prova separados por poucos segundos, o tempo bônus distribuído nas metas volantes e na chegada poderiam ser cruciais para o resultado final. A primeira meta volante do dia foi vencida por João Marcelo Gaspar, colocando-se assim a 10 segundos do líder Alan Maniezzo. Antônio Nascimento, 2º lugar na classificação geral no início do dia, foi o 3º na meta, passando a ter o mesmo tempo de Maniezzo na classificação geral. Na segunda meta volante do dia, o primeiro foi Cleberson Weber, enquanto Nascimento repetiu a 3ª colocação. Como Maniezzo não pontuou em nenhuma das duas metas volantes, os dois segundos bônus conquistados por Nascimento o colocavam na liderança da competição, 1 segundo à frente de Maniezzo, cuja única possibilidade de ultrapassar Nascimento encontrava-se nos segundos bônus distribuídos na chegada da etapa.
As três metas de montanha foram vencidas por Raphael Mendes, Maurício Knapp e Renato Seabra respectivamente. Os únicos a pontuarem em mais de uma meta foram Mendes e Knapp; na terceira e última meta, eles disputaram pela 2ª colocação, disputa vencida por Maurício Knapp que garantiu a classificação de montanha com 10 pontos contra 8 de Mendes.
A vitória da etapa foi definida no sprint final. João Marcelo Gaspar foi o mais rápido e garantiu sua segunda vitória na competição, à frente de Gideoni Monteiro e Maurício Knapp. Como Alan Maniezzo chegou somente na 15ª colocação, Antônio Nascimento garantiu a vitória geral por 1 segundo. Com os segundos bônus da etapa e da meta volante, Gaspar também ultrapassou Maniezzo na geral.
| Resultado Etapa 2 \| \| País \| Ciclista \| Equipe \| Tempo \| \| - \| ---- \| ------------------- \| ------------------------------------ \| ---------- \| \| 1 \| \| João Marcelo Gaspar \| Ironage - Colner - Sorocaba \| 3h 01' 39" \| \| 2 \| \| Gideoni Monteiro \| São Francisco Saúde - Ribeirão Preto \| m.t. \| \| 3 \| \| Maurício Knapp \| São Francisco Saúde - Ribeirão Preto \| m.t. \| \| 4 \| \| Kléber Ramos \| Clube DataRo de Ciclismo \| m.t. \| \| 5 \| \| Edgardo Simon \| Ironage - Colner - Sorocaba \| m.t. \| |           |                     |                                      |            |
| | País      | Ciclista            | Equipe                               | Tempo      |
| 1 | Brasil    | João Marcelo Gaspar | Ironage - Colner - Sorocaba          | 3h 01' 39" |
| 2 | Brasil    | Gideoni Monteiro    | São Francisco Saúde - Ribeirão Preto | m.t.       |
| 3 | Brasil    | Maurício Knapp      | São Francisco Saúde - Ribeirão Preto | m.t.       |
| 4 | Brasil    | Kléber Ramos        | Clube DataRo de Ciclismo             | m.t.       |
| 5 | Argentina | Edgardo Simon       | Ironage - Colner - Sorocaba          | m.t.       |

## Resultados Finais
| Classificação Geral após Etapa 2 (Resultado final) \| \| País \| Ciclista \| Equipe \| Tempo \| \| -- \| ---- \| ------------------- \| ----------------------------------------- \| ---------- \| \| 1 \| \| Antônio Nascimento \| Funvic Brasilinvest - São José dos Campos \| 5h 03' 57" \| \| 2 \| \| João Marcelo Gaspar \| Ironage - Colner - Sorocaba \| + 1" \| \| 3 \| \| Alan Maniezzo \| São Lucas Saúde - Giant - Americana \| + 1" \| \| 4 \| \| Murilo Affonso \| Clube DataRo de Ciclismo \| + 10" \| \| 5 \| \| Gideoni Monteiro \| São Francisco Saúde - Ribeirão Preto \| + 13" \| \| 6 \| \| Alex Diniz \| Funvic Brasilinvest - São José dos Campos \| + 14" \| \| 7 \| \| Edgardo Simon \| Ironage - Colner - Sorocaba \| + 14" \| \| 8 \| \| Cleberson Weber \| Clube DataRo de Ciclismo \| + 14" \| \| 9 \| \| Maurício Knapp \| São Francisco Saúde - Ribeirão Preto \| + 14" \| \| 10 \| \| Otávio Bulgarelli \| Funvic Brasilinvest - São José dos Campos \| + 15" \| |           |                     |                                           |            |
| | País      | Ciclista            | Equipe                                    | Tempo      |
| 1 | Brasil    | Antônio Nascimento  | Funvic Brasilinvest - São José dos Campos | 5h 03' 57" |
| 2 | Brasil    | João Marcelo Gaspar | Ironage - Colner - Sorocaba               | + 1"       |
| 3 | Brasil    | Alan Maniezzo       | São Lucas Saúde - Giant - Americana       | + 1"       |
| 4 | Brasil    | Murilo Affonso      | Clube DataRo de Ciclismo                  | + 10"      |
| 5 | Brasil    | Gideoni Monteiro    | São Francisco Saúde - Ribeirão Preto      | + 13"      |
| 6 | Brasil    | Alex Diniz          | Funvic Brasilinvest - São José dos Campos | + 14"      |
| 7 | Argentina | Edgardo Simon       | Ironage - Colner - Sorocaba               | + 14"      |
| 8 | Brasil    | Cleberson Weber     | Clube DataRo de Ciclismo                  | + 14"      |
| 9 | Brasil    | Maurício Knapp      | São Francisco Saúde - Ribeirão Preto      | + 14"      |
| 10 | Brasil    | Otávio Bulgarelli   | Funvic Brasilinvest - São José dos Campos | + 15"      |

|   | País   | Ciclista            | Equipe                                    | Pontos |
| - | ------ | ------------------- | ----------------------------------------- | ------ |
| 1 | Brasil | Alan Maniezzo       | São Lucas Saúde - Giant - Americana       | 17 pts |
| 2 | Brasil | João Marcelo Gaspar | Ironage - Colner - Sorocaba               | 15 pts |
| 3 | Brasil | Antônio Nascimento  | Funvic Brasilinvest - São José dos Campos | 14 pts |

|   | País   | Ciclista       | Equipe                               | Pontos |
| - | ------ | -------------- | ------------------------------------ | ------ |
| 1 | Brasil | Maurício Knapp | São Francisco Saúde - Ribeirão Preto | 10 pts |
| 2 | Brasil | Raphael Mendes | Alfa Goiás - JC Bikes                | 8 pts  |
| 3 | Brasil | Renato Seabra  | Clube DataRo de Ciclismo             | 6 pts  |

| Classificação de Equipes após Etapa 2 (Resultado final) \| \| País \| Equipe \| Tempo \| \| - \| ---- \| ----------------------------------------- \| ----------- \| \| 1 \| \| Funvic Brasilinvest - São José dos Campos \| 15h 12' 31" \| \| 2 \| \| Clube DataRo de Ciclismo \| + 6" \| \| 3 \| \| São Lucas Saúde - Giant - Americana \| + 7" \| |        |                                           |             |
| | País   | Equipe                                    | Tempo       |
| 1 | Brasil | Funvic Brasilinvest - São José dos Campos | 15h 12' 31" |
| 2 | Brasil | Clube DataRo de Ciclismo                  | + 6"        |
| 3 | Brasil | São Lucas Saúde - Giant - Americana       | + 7"        |

## Evolução dos Líderes
| Etapa | Vencedor            | Classificação Geral | Classificação de Pontos | Classificação de Montanha | Classificação por Equipes                 |
| ----- | ------------------- | ------------------- | ----------------------- | ------------------------- | ----------------------------------------- |
| P     | João Marcelo Gaspar | João Marcelo Gaspar | Sem resultados          | Sem resultados            | Funvic Brasilinvest - São José dos Campos |
| 1     | Antônio Nascimento  | Alan Maniezzo       | Alan Maniezzo           | Sem resultados            | Funvic Brasilinvest - São José dos Campos |
| 2     | João Marcelo Gaspar | Antônio Nascimento  | Alan Maniezzo           | Maurício Knapp            | Funvic Brasilinvest - São José dos Campos |
| Final | Final               | Antônio Nascimento  | Alan Maniezzo           | Maurício Knapp            | Funvic Brasilinvest - São José dos Campos |